# 幇
幇（ほう、中国語: 幫派）とは中国で、経済的活動を中心とする互助的な組織・結社・団体。省外や海外などの異郷にあって同業・同郷・同族によって組織される。また秘密結社を指す場合もある。宋代に始まり、厳格な規約のもとに強い団結力と排他的性格をもつ。
各組織の経緯・構成員により性質が異なるが、同郷会・互助会・協同組合という穏やかなものから、下述のとおりマフィア・暴力団と同等の非合法勢力もあり、現代日本語では一律に定義できない。